# Lawrence Weschler

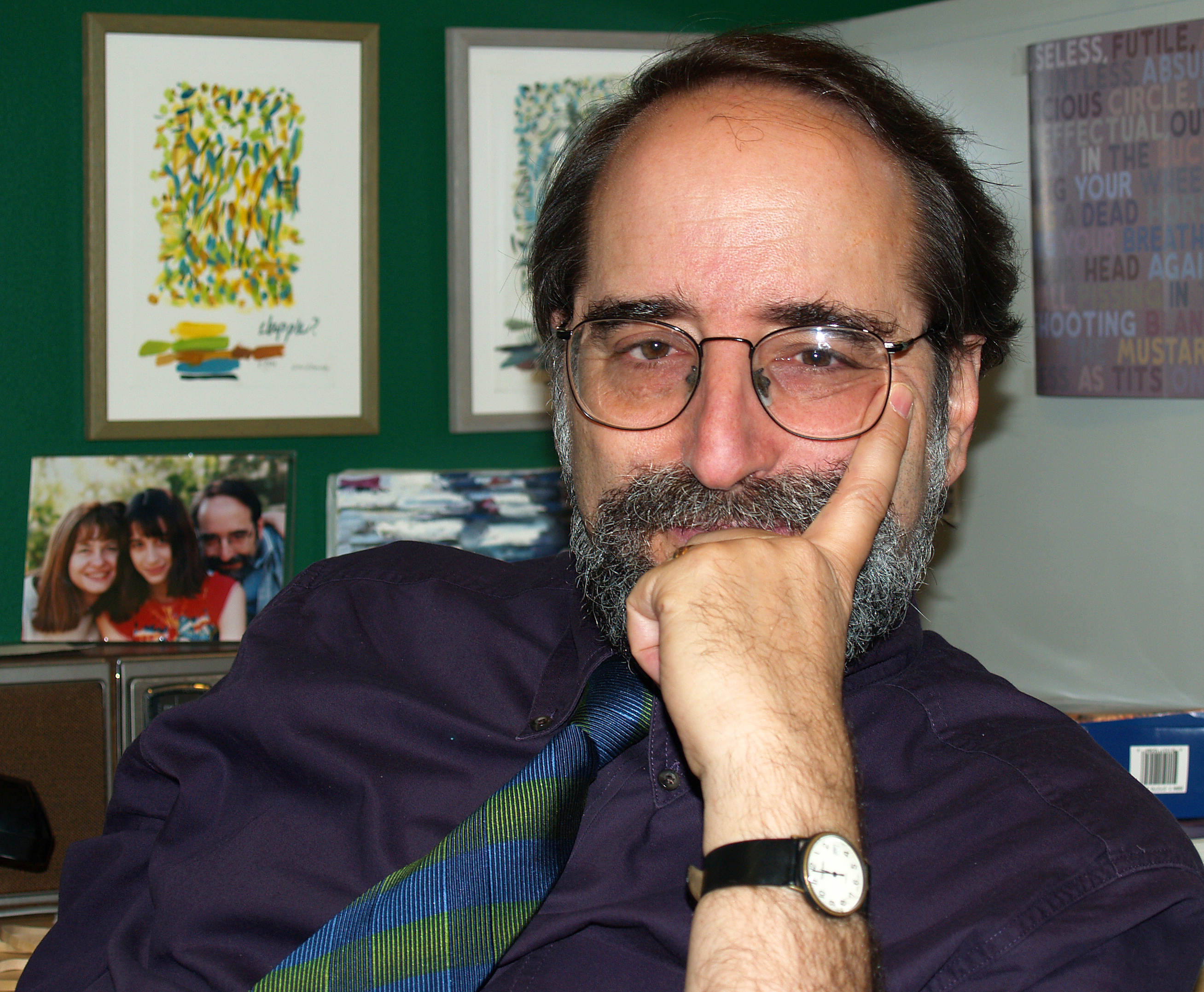
Lawrence Weschler en 2007.

## Biografía
Lawrence Weschler (nacido en 1952, en Van Nuys, California) es un escritor estadounidense. Colaboró por más de veinte años en la revista The New Yorker; sus temas van de las tragedias políticas a las comedias culturales. Ha ganado dos veces el premio George Polk Award, la primera vez por sus reportajes culturales y la segunda por sus reportajes para revistas. También ganó el Lannan Literary Award en 1998. Sus libros de reportajes políticos incluyen The Passion of Poland (1984), A Miracle, A Universe: Settling Accounts with Torturers (1990), y Calamities of Exile: Three Nonfiction Novellas (1998).

Ha escrito, además, una serie de libros llamada Passions and Wonders, que incluye los títulos Seeing is Forgetting the Name of the Thing One Sees: A Life of Contemporary Artist Robert Irwin (1982); David Hockney’s Cameraworks (1984); Mr. Wilson’s Cabinet of Wonder (1995); A Wanderer in the Perfect City: Selected Passion Pieces (1998) Boggs: A Comedy of Values  (1999); Robert Irwin: Getty Garden (2002); Vermeer in Bosnia (2004); y Everything that Rises: A Book of Convergences (2006).
Mr. Wilson's Cabinet for Wonder quedó entre las obras finalistas para ganar el Premio Pulitzer y el National Book Critics Circle Award. El libro Everything that Rises recibió, en 2007, el premio de crítica del National Book Critics Circle Award.
Sus libros recientes incluyen una edición muy aumentada de Seeing is Forgetting the Name of the Thing One Sees, que recopila treinta años de conversaciones con Robert Irwin; el volumen True to Life: Twenty Five Years of Conversation with David Hockney; Liza Lou (una monografía sobre Rizzoli); Tara Donovan, el catálogo de la exposición reciente del artista en el Instituto de Arte Contemporáneo de Boston, y Deborah Butterfield, el catálogo para una encuesta sobre la obra del artista en la Louver Gallery de Los Ángeles. Sus adición más reciente a la serie Passions and Wonders es Uncanny Valley: Adventures in the Narrative en 2011.

Weschler ha sido profesor en prestigiadas universidades de Estados Unidos, como Princeton, Columbia, UCSC, Bard, Vassar, Sarah Lawrence, New York University, donde ahora es escritor distinguido en el Carter Journalism Institute. Recientemente ha trabajado como director emérito del Instituto para las Humanidades de Nueva York en la universidad de esta ciudad, de donde ha sido colaborador desde 1991 y director de 2001 a 2013. En este período ha intentado iniciar su publicación semianual sobre escritura y cultura visual, Omnivore. Es también director artístico emérito, aún activo, del Festival de Humanidades de Chicago y curador para New York Live Ideas. Es editor asesor para McSweeney's, Threepeeny Review y Virginia Quarterly Review; curador invitado de la publicación trimestral Wholphin; hasta hace poco, jefe del Sundance Documentary Film Fund (antes Soros); y director de la Sociedad Ernst Toch, dedicada a difundir la música de su abuelo, quien fue un aclamado compositor que migró de Weimar a Estados Unidos. Recientemente comenzó a escribir la columna mensual "Pillow of Air" en The Believer.
Una vez, el general chileno Augusto Pinochet, encontrándose una edición portuguesa del libro de Weschler sobre las torturas en América Latina (1990), en un centro comercial de Río de Janeiro, luego de pasar sus ojos por las páginas unos momentos, dijo: "Mentiras, puras mentiras. El autor es un mentiroso y un hipócrita".

## Traducciones al español
- El gabinete de las maravillas de Mr. Wilson, Barcelona, Seix Barral, 2001. Editorial Impedimenta, 2022, con traducción del inglés a cargo de Rosa María Bassols Camarasa. ISBN 978-84-18668-36-4
- Boggs. La comedia del dinero, Barcelona, Seix Barral, 2000.